# 후베니우송 몬테이루 페헤이라
후베니우송 몬테이루 페헤이라(포르투갈어: Rubenilson Monteiro Ferreira, 1972년 7월 8일 ~ )는 브라질-벨기에 복수국적 출신의 축구 선수이다. K리그에서 등록명은 루비를 사용하였다.